# Frank Mlakar
Frank Mlakar (tudi Malakar), ameriški pisatelj in urednik slovenskega rodu, * 1. maj 1913, Cleveland, † 2. februar 1967, Sorrento, Avstralija.

## Življenjepis
Mlakar se je rodil slovenskim staršem v ZDA. Na clevelandski univerzi Case Westeren Reserve je študiral dramaturgijo; nato bil v New Yorku osebni tajnik L. Adamiča ter od leta 1940 do 1942 pomočnik urednika pri biltenu Common Ground. Od 1942 do 1946 je bil ameriški vojak v Franciji. Leta 1953 se je preselil v Avstralijo, spremenil priimek v Malakar ter se ukvarjal z dramatiko in filmom. 

## Literarno delo
Mlakar je že v študentskih letih dopisoval v clevlandsko Enakopravnost in druge ameriške liste. Sodelval je pri knjigah Anthology of Magazine Verse in O'Brien's Best Short Stories of 1942, v katerih je izšla tudi njegova večkrat ponatisnjena novela My Uncle Polde. V romanu He, the Fater (New York, 1959) je psihološko razčlenil usodo slovenskega izseljenca, ki v Ameriki išče uteho zaradi storjenega zločina.